# Fornicocassis
Fornicocassis is een geslacht van kevers uit de familie bladkevers (Chrysomelidae).
De wetenschappelijke naam van het geslacht werd in 1917 gepubliceerd door Spaeth.

## Soorten
- Fornicocassis rufocincta Spaeth, 1917